# Chrismopteryx
Chrismopteryx is een geslacht van vlinders van de familie spanners (Geometridae), uit de onderfamilie Larentiinae.

## Soorten
- C. expolita Prout, 1910
- C. politata Fletcher, 1953
- C. triangularia Blanchard, 1852
- C. undularia Blanchard, 1852
- C. vicina Prout, 1910